# Красний Маяк (Гомельський район)
Красний Маяк (біл. Красны Маяк, біл. Чырвоны Маяк) — селище в Поколюбицькій сільській раді Гомельського району Гомельської області Республіки Білорусь.

## Географія

### Розташування
За 4 км на північний схід від Гомеля.

## Транспортна мережа
Транспортний зв'язок автомобільною дорогою. У селищі 53 житлові будинки (2004). Планування складається із короткої прямолінійної вулиці. Забудова двостороння. Житлові будинки дерев'яні, садибного типу.

## Історія
Селище засноване на початку XX століття переселенцями із сусідніх сіл. Найбільш активне будівництво відбувалося у 1920-ті роки.

## Населення

### Чисельність
- 2009 — 364 мешканці[1].